# 大二十面半十二面体
大二十面半十二面体 (Great icosihemidodecahedron)とは、一様多面体の一種で、大二十・十二面体の正5/2角形の面を削ったものである。英語版WikipediaによればHemipolyhedronの一種。
- 構成面： 正三角形 20枚、正10/3角形 6枚
- 辺： 60
- 頂点： 30
- 頂点形状： 3,10/3,3/2,10/3 (3,10/3,3,10/3が蝶ネクタイ形に交差する)
- ワイソフ記号： 5/3 5/2 | 5/3
- 枠： 二十・十二面体
- 双対： Great icosihemidodecacron（無限遠点を含む）
- 外接球半径： 一辺を2とすると{\displaystyle {\sqrt {5}}-1}

## 同じ枠を持つ立体
- 二十・十二面体
- 小二十面半十二面体
- 小十二面半十二面体
- 大二十・十二面体
- 大十二面半十二面体
- 大二十面半十二面体
- 十二・十二面体
- 小十二面半二十面体
- 大十二面半二十面体
- 5個の正八面体による複合多面体
- 5個の四面半六面体による複合多面体